# Elezioni parlamentari in Belgio del 1954
Le elezioni parlamentari in Belgio del 1954 si tennero l'11 aprile per il rinnovo del Parlamento federale (Camera dei rappresentanti e Senato). In seguito dell'esito elettorale, Achille Van Acker, espressione del Partito Socialista Belga, divenne Primo ministro.

## Risultati

### Camera dei rappresentanti
| Liste                                               | Voti      | %     | Seggi |
| --------------------------------------------------- | --------- | ----- | ----- |
| Partito Social-Cristiano/Partito Popolare Cristiano | 2 123 408 | 41,15 | 95    |
| Partito Socialista Belga                            | 1 927 015 | 37,34 | 82    |
| Partito Liberale                                    | 626 983   | 12,15 | 24    |
| Partito Comunista del Belgio                        | 184 108   | 3,57  | 4     |
| Unione Popolare Fiamminga Cristiana                 | 113 632   | 2,20  | 1     |
| Cartello Liberal Sociale                            | 108 175   | 2,10  | 5     |
| Raggruppamento Sociale Cristiano della Libertà      | 42 979    | 0,83  | 1     |
| Radio Anversa                                       | 10 177    | 0,20  | –     |
| Classe Media                                        | 9 729     | 0,19  | –     |
| Altri <0,10%                                        | 14 280    | 0,28  | –     |
| Totale                                              | 5 160 486 | 100   | 212   |

### Senato
| Liste                                               | Voti      | %     | Seggi |
| --------------------------------------------------- | --------- | ----- | ----- |
| Partito Social-Cristiano/Partito Popolare Cristiano | 2 387 828 | 42,83 | 49    |
| Partito Socialista Belga (PSB/BSP)                  | 2 047 265 | 36,72 | 42    |
| Partito Liberale                                    | 676 689   | 12,14 | 11    |
| Partito Comunista del Belgio                        | 187 840   | 3,37  | 2     |
| Unione Popolare Fiamminga Cristiana                 | 119 246   | 2,14  | –     |
| Cartello Liberal Sociale                            | 108 966   | 1,95  | 2     |
| Raggruppamento Sociale Cristiano della Libertà      | 32 333    | 0,58  | –     |
| Altri                                               | 14 661    | 0,26  | –     |
| Totale                                              | 5 575 008 | 100   | 106   |